# Xuất tinh ngược
Xuất tinh ngược xảy ra khi tinh dịch đáng lẽ xuất tinh qua niệu đạo được chuyển hướng đến bàng quang. Thông thường, cơ thắt bàng quang co lại trước khi xuất tinh, đóng kín bàng quang, bên cạnh việc ức chế việc bài tiết nước tiểu, sự co của cơ thắt còn ngăn ngừa trào ngược tinh dịch vào bàng quang nam giới trong quá trình xuất tinh. Tinh dịch buộc phải thoát một chiều qua niệu đạo, con đường ít bị cản trở nhât. Khi cơ thắt bàng quang có vấn đề, xuất tinh ngược có thể xảy ra. Tình trạng này cũng có thể xảy ra một cách có chủ ý, ở những nam giới thời xưa, khi họ muốn kiểm soát sinh sản (được gọi là coitus saxonicus) hoặc là một phần của y học thay thế. Tinh dịch xuất tinh ngược, đi vào bàng quang, được bài tiết ra ngoài ở lần tiểu tiện tiếp theo.

## Dấu hiệu và triệu chứng
Xuất tinh ngược đôi khi được gọi là "cực khoái khô". Xuất tinh ngược là một trong những triệu chứng vô sinh nam. Đàn ông thường chú ý khi thủ dâm rằng họ không tiết ra tinh dịch nhưng có cực khoái. Một nguyên nhân cơ bản khác cho tình trạng này có thể là tắc ống dẫn tinh.
Trong cực khoái của nam giới, tinh trùng được giải phóng khỏi mào tinh và di chuyển qua các ống nhỏ gọi là ống dẫn tinh. Hỗn hợp tinh trùng với dịch tinh dịch trong túi tinh, dịch tuyến tiền liệt từ tuyến tiền liệt và chất bôi trơn từ tuyến hành-niệu quản. Trong lúc lên đỉnh, các cơ ở cuối cổ bàng quang thắt chặt để ngăn chặn dòng chảy ngược của tinh dịch. Trong xuất tinh ngược, cơ thắt bàng quang này rất yếu hoặc dây thần kinh kiểm soát cơ này bị tổn thương.